# Thomas Schmid (Politiker, 1961)

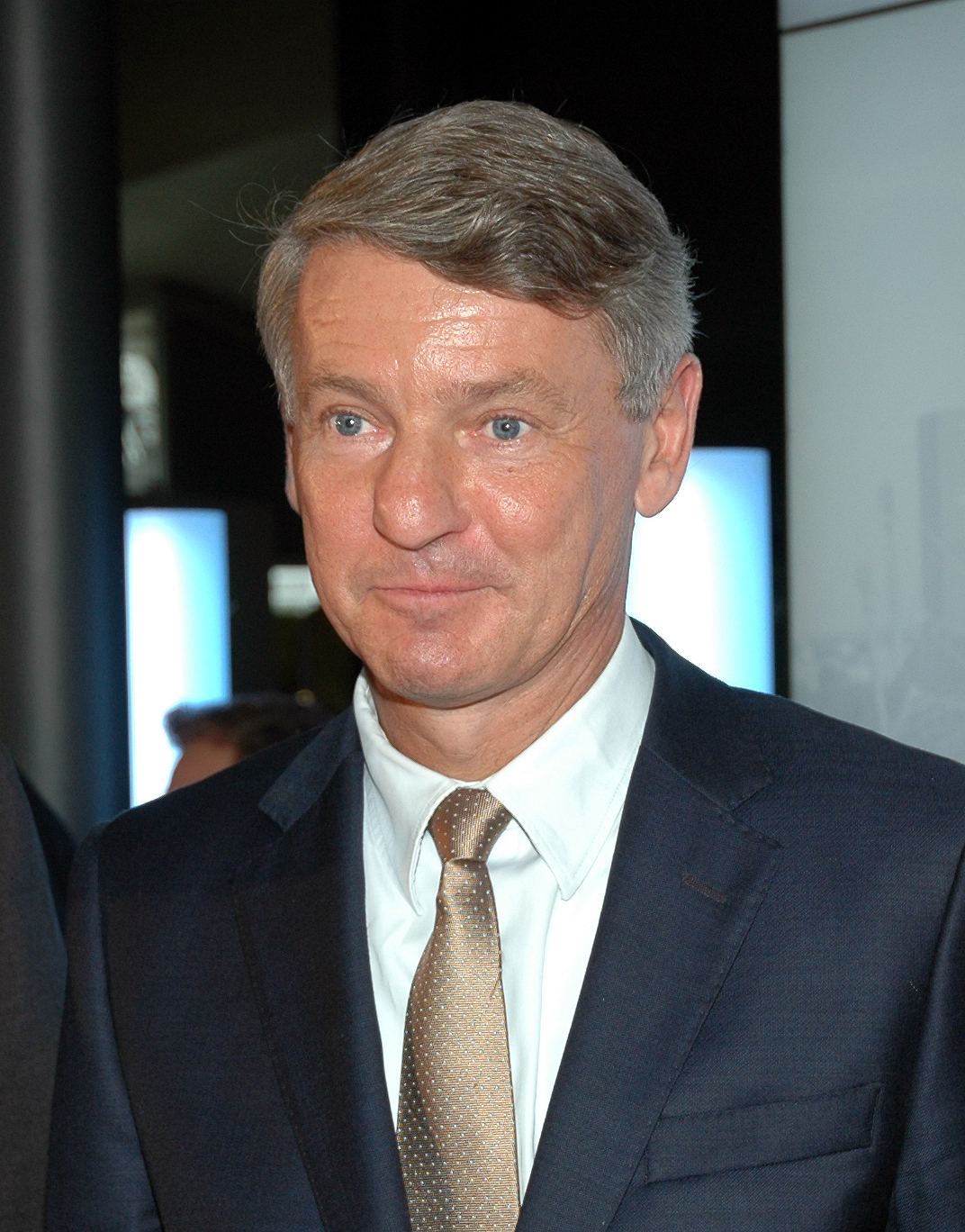
Thomas Schmid, 2013

Thomas Schmid (* 31. Januar 1961 in Oberammergau) ist ein deutscher Kommunalpolitiker (CSB).

## Werdegang
Schmid legte 1981 am Werdenfels-Gymnasium in Garmisch-Partenkirchen das Abitur ab. Nach dem Grundwehrdienst bei der Bundeswehr studierte er Politische Wissenschaften an der Universität München. Es folgte ein Postgraduiertenstudium am  College of Europe im belgischen Brügge, das er als Master of European Studies abschloss. Er trat 1989 in den Auswärtigen Dienst der Bundesrepublik ein und war zuletzt Leiter der Rechts- und Konsularabteilung der Deutschen Botschaft in Ottawa.
Von 2002 bis 2014 war er Erster Bürgermeister von Garmisch-Partenkirchen. Nachdem ihm in Garmisch-Partenkirchen vorgeworfen wurde, mit einem selbstherrlichen Führungsstil seiner Partei, der CSU zu schaden, wurde er von der Partei 2007 nicht erneut als Bürgermeisterkandidat aufgestellt. Als Reaktion hierauf trat er aus der örtlichen Gruppierung der Partei aus und gründete mit weiteren aus dem Ortsverband Ausgetretenen das Christlich Soziale Bündnis (CSB).
Nachdem Schmid bei den Kommunalwahlen 2014 nicht im ersten Wahlgang die absolute Mehrheit erreichen konnte und eine Stichwahl gegen die SPD-Kandidatin Sigrid Meierhofer anstand, gab er in einer E-Mail-Erklärung bekannt, dass er nicht weiter für das Amt des Bürgermeisters zur Verfügung stehen würde. Auch im Falle eines eventuellen Obsiegens in der Stichwahl würde er die Wahl nicht annehmen. Hiernach war Schmid zunächst für mehrere Tage nicht zu erreichen. Schmid erreichte in der Stichwahl 32,5 Prozent der Stimmen.
Thomas Schmid ist seit 1. Juli 2014 Hauptgeschäftsführer des Bayerischen Bauindustrieverbandes.

## Trivia
Schmid sorgte nicht nur in der regionalen Presse für Aufsehen, als er seine Hochzeitsgäste statt Geschenken um Geldspenden für einen Luxusurlaub bat. Erst als Reaktion auf Proteste nahm er von dieser Idee Abstand.